# Río Paranapanema
El río Paranapanema o Paranapané es un río brasileño, uno de los más importantes del interior del estado de São Paulo que forma frontera natural entre los estados de São Paulo y Paraná.
El río Paranapanema tiene una extensión total de 929 km con un desnivel de 570 metros, discurriendo su curso del este al oeste y desembocando en el río Paraná a una altitud de 239 m aproximadamente. Sus principales afluentes son los ríos Itararé, Pardo, Tibagi y Pirapó.
El nacimiento del río Paranapanema está en la sierra Agudos Grandes, al Sureste del estado de São Paulo, aproximadamente a 100 km de la costa Atlántica, con una latitud de 24°51' sur y longitud 48°10' oeste, a una altitud de más de 800 m.

## Toponimia
Llamado también Paranapané o Paraná-pané el nombre es en idioma guaraní y significaría pobre en pesca, estéril de pescado.
Es un río tan importante que tiene su propio día, creado por la Ley Estatal 10.488/99 (Antônio Salim Curiati), este es el 27 de agosto.

## Véase también

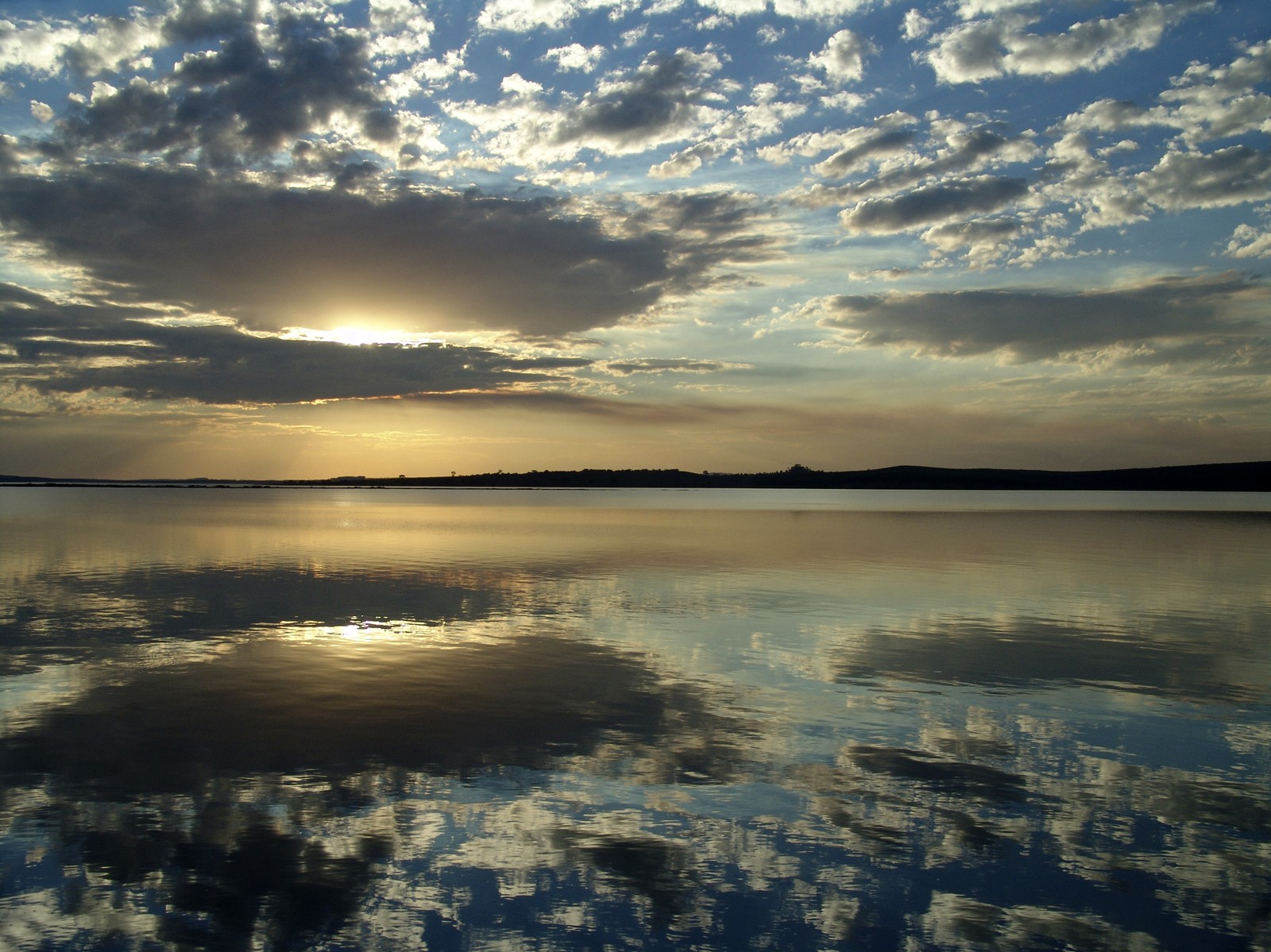
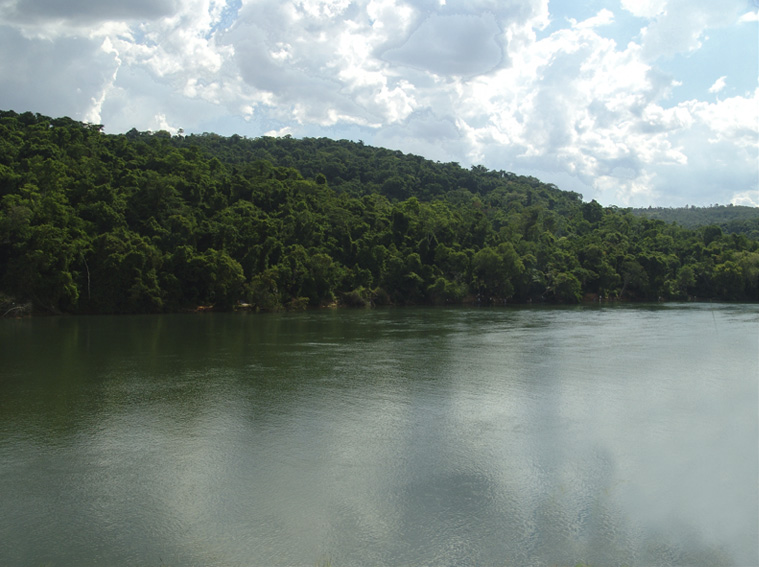
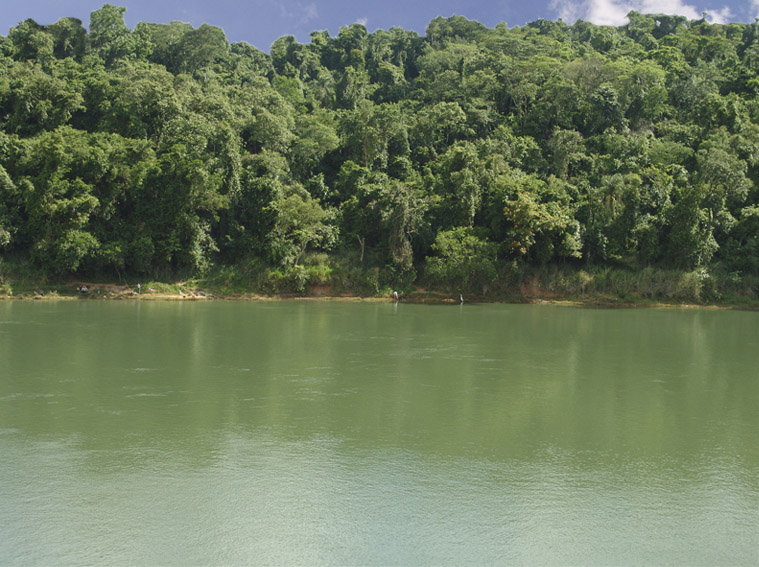
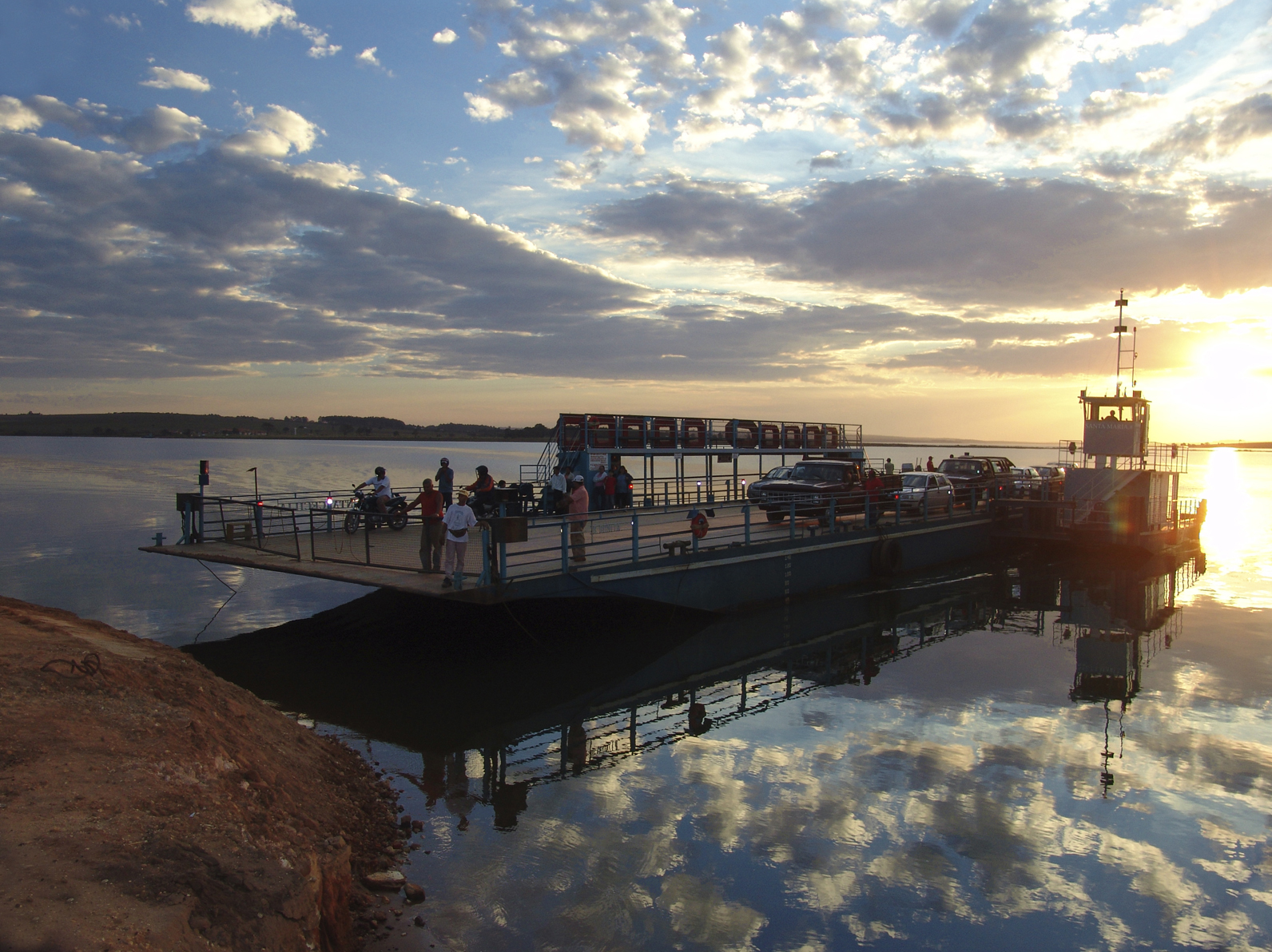